# Siphlophis pulcher
Siphlophis pulcher е вид змия от семейство Смокообразни (Colubridae). Видът не е застрашен от изчезване.

## Разпространение и местообитание
Разпространен е в Бразилия (Минас Жерайс, Парана, Рио Гранди до Сул, Рио де Жанейро, Санта Катарина и Сао Пауло).
Обитава гористи местности и плантации.